# Зоолошки врт Бенгази
Зоолошки врт Бенгази или Ел Фувајхат је зоолошки врт и туристички парк у граду Бенгазију, Либија. Године 1991. италијанска фирма Каиртиери Трст потписала је уговор од 2 милиона долара за снабдевање брода мале вуче по имену ел-Берка како би реализовали туристичке излете на лагуни унутар парка. Али сада га зову ел-Буско.